# Sodastream

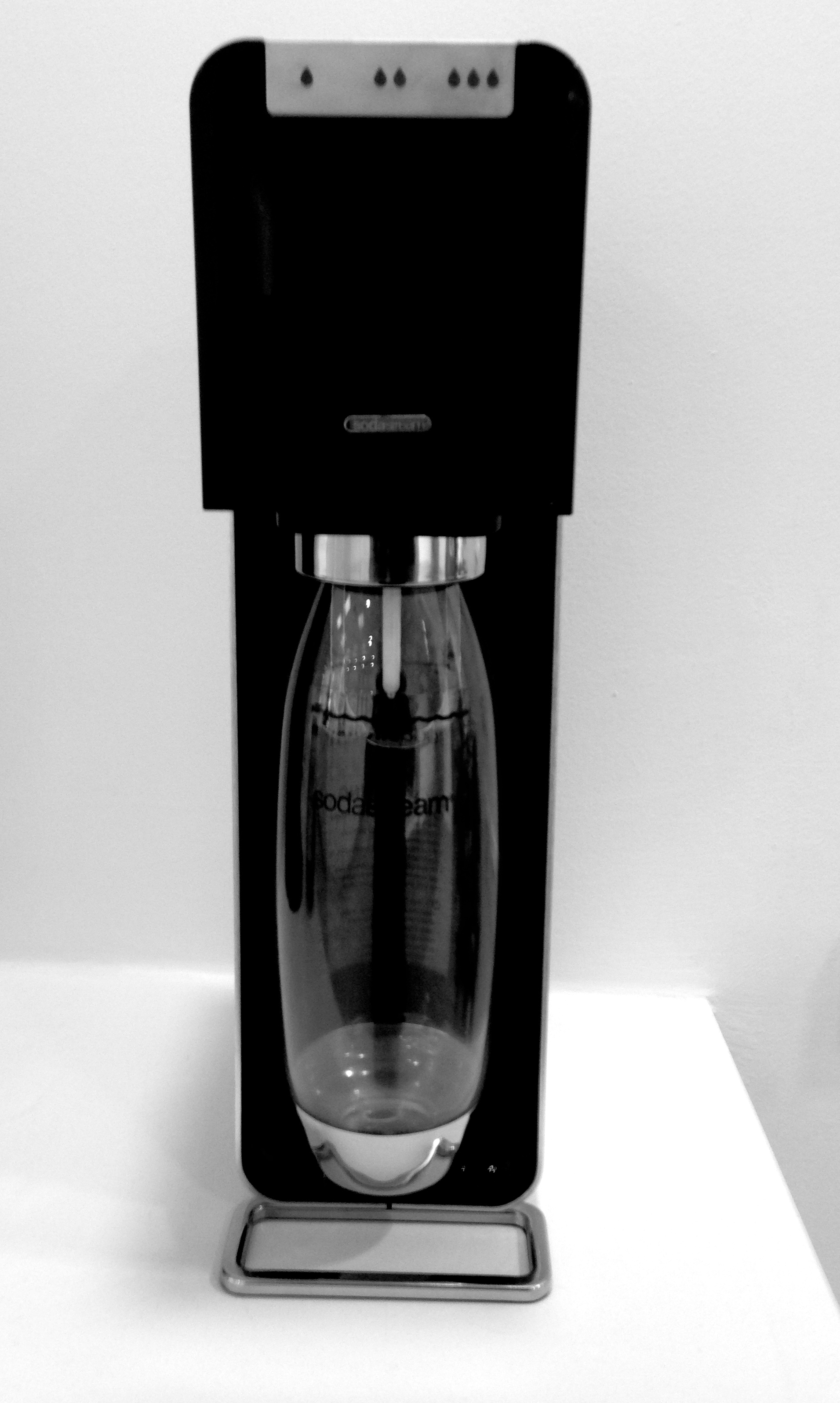
Kolsyremaskin.

Sodastream, av företaget skrivet SodaStream, är ett israeliskt företag som marknadsför produkter och maskiner för kolsyrning och smaksättning av vatten.
Mindre kolsyremaskiner innehåller en kolsyrepatron och en flaska som man fyller med vatten och sätter i maskinen. Om kolsyremaskinen används till att kolsyra andra vätskor riskerar den enligt företaget att förstöras samtidigt som garantin blir ogiltig.

## Historia
Företaget grundades i Storbritannien 1903. De första kolsyremaskinerna för hemmabruk lanserades 1955. Företaget såldes 1998 till det israeliska företaget Soda-club som grundats av en tidigare distributör till Sodastream.
Den 5 december 2018 meddelade det amerikanska livsmedelsföretaget Pepsico, Inc. att man hade köpt Sodastream för $3,2 miljarder.